# Veřovice (nádraží)
Veřovice je železniční stanice ve stejnojmenné obci v okrese Nový Jičín. Stanice leží na neelektrizovaných jednokolejných železničních tratích Ostrava – Valašské Meziříčí a Studénka–Veřovice.

## Historie
Stanice byla vybudována v roce 1888 jako součást spojky Valašského Meziříčí a Frýdlantu nad Ostravicí v rámci větve Severní dráhy císaře Ferdinanda (KFNB). 25. července 1896 byla otevřena spojka mezi Veřovicemi a již existující tratí Štramberk–Studénka bratří Gutmmanů.

## Popis
Ve staniční budově se nachází WC. Nástupiště jsou po obou stranách budovy, na východ zastavují vlaky linky S6 a spěšné vlaky, na západ zastavují vlaky linky S8. Ve stanici zastavují vlaky linky S6 v trase z Ostravy do Valašského Meziříčí, linky S8 do Ostravy a jeden pár spěšného vlaku z Frenštátu do Brna. Stanice se nachází cca 2 kilometry od centra obce.[zdroj?]

## Výpravní budova
Výpravní budova byla postavena podle typizovaného plánu KFNB pro výpravní budovu IV. třídy. Autorem projektu byl Anton Dachler. Režné červené cihlové zdivo je členěné obdélnými okny v kamenném ostění. budova je kryta sedlovou střechou s bedněným štítem. Podle tohoto vzoru byly postaveny totožné výpravní budovy v Ropici a Kunčicích pod Ondřejníkem.